# Чарльз Авґустус Ґреґорі
Чарльз А́вґустус Ґре́ґорі (англ. Charles Augustus Gregory, 1819–1905) — англійський мандрівник по Австралії; топограф у Західній Австралії, а згодом головний топограф Квінсленду.
1846 року дослідив землі на захід та північ від ріки Мерчісон.

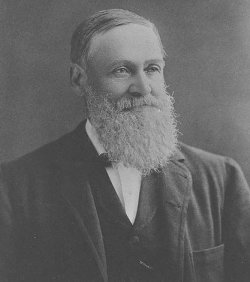
Чарльз Авґустус Ґреґорі

Після другої подорожі в ці місця 1852 року, Ґреґорі здійснив ще експедиції 1855 та 1858 рр.
На честь Чарльза Авґустуса Ґреґорі названий ендемік Австралії — австралійський баобаб, або боаб.
Його брат, Френсіс Грегорі (1820–1888), здійснив 1846 року експедицію на північ і схід від Лебяжої Ріки, проник 1858 року за Мерчісон і дослідив 1861-го всю цю ділянку до Вікторії. він перший упорядкував й видав геологічну мапу Західної Австралії.

## Виноски
1. ↑  Bibliothèque nationale de France BNF: платформа відкритих даних — 2011.
2. 1 2  SNAC — 2010.
3. ↑  Australian Dictionary of Biography — MUP, 1966. — ISBN 0-522-84236-4 — ISSN 1833-7538
4. ↑  У цих експедиціях його супроводжував ботанік Фердинанд Мюллер.
5. ↑  Adansonia gregorii на сайте Kimberley Society (Inc.) [Архівовано 20 листопада 2008 у Wayback Machine.](англ.)